# Nestale i ubijene domorodačke žene
Nestale i ubijene domorodačke žene (MMIW), takođe poznat kao nestale i ubijene starosedelačke žene i devojke (MMIVG) i šire kao nestali i ubijeni starosedelački srodnici (MMIR) ili nestali i ubijeni starosedeoci (MMIP), je kriza ljudskih prava nasilja nad domorodačkim ženama u Kanadi i Sjedinjenim Državama, posebno onih u starosedelačkim narodima u Kanadi i zajednicama Indijanaca, ali i među drugim domorodačkim narodima kao što su oni u Australiji i na Novom Zelandu, i osnovni pokret za podizanje svesti o MMIV kroz organizovanje marševa; izgradnja baza podataka nestalih; održavanje sednica mesne zajednice, gradskog veća i plemenskog veća; i sprovođenje obuka o nasilju u porodici i drugih informativnih sesija za policiju.
Organi za sprovođenje zakona, novinari i aktivisti u starosedelačkim zajednicama u SAD i Kanadi borili su se da podignu svest o vezi između trgovine ljudima sa seksualnim sadržajem, seksualnog uznemiravanja, seksualnih napada i žena koje nestanu i budu ubijene. Od 2001. do 2015. godine, stopa ubistava starosedelaca u Kanadi bila je skoro šest puta veća od one za druge žene.‍:22 U Nunavutu, Jukonu, Severozapadnim teritorijama i u provincijama Manitoba, Alberta i Saskačevan, ova prevelika zastupljenost domorodačkih žena među žrtvama ubistava bila je još veća.‍:22 U SAD, Indijanke imaju više nego dvostruko veće šanse da dožive nasilje nego bilo koja druga demografska grupa; jedna od tri domorodačke žene je seksualno zlostavljana tokom svog života, a 55,5% je nasilno napadnuto od strane intimnog partnera. Njih 66,4% je iskusilo psihološku agresiju od strane intimnog partnera. Udeo od 67% prijavljenih napada uključuje počinioce koji nisu autohtoni, dok 70% napada ostane neprijavljeno.
MMIW je opisan kao kanadska nacionalna kriza i kanadski genocid. Kao odgovor na ponovljene pozive starosedelačkih grupa, aktivista i nevladinih organizacija, Vlada Kanade pod premijerom Džastinom Trudoom je pokrenula Nacionalnu istragu o nestalim i ubijenim ženama i devojčicama starosedelaca u septembru 2016. godine. Prema pozadini istrage, „Žene i devojke starosedelaca u Kanadi su neproporcionalno pogođene svim oblicima nasilja. Iako domorodačke žene čine 4 odsto ženske populacije Kanade, 16 odsto svih žena ubijenih u Kanadi između 1980. i 2012. bile su starosedelačke.“ Ispitivanje je završeno i predstavljeno javnosti 3. juna 2019. godine. Značajni slučajevi MMIW-a u Kanadi uključuju 19 žena ubijenih u ubistvima na autoputu suza, i neke od 49 žena iz oblasti Vankuvera koje je ubio serijski ubica Robert Pikton.
U SAD je 2013. ponovo odobren savezni Zakon o nasilju nad ženama (VAWA), koji je po prvi put dao plemenima nadležnost da istražuju i krivično gone dela nasilja u porodici koja uključuju i prestupnike američkih Indijanaca, kao i one koji nisu starosedeoci u rezervatima. Godine 2019, Predstavnički dom, na čelu sa Demokratskom strankom, usvojio je HR 1585 (ponovnu autorizaciju Zakona o nasilju nad ženama iz 2019.) sa 263–158 glasova, što znatno dodatno povećava prava plemena na krivično gonjenje. Predlog zakona nije uzeo u obzir Senat, koji je u to vreme imao republikansku većinu.

## Napomene
1. ↑  Native Americans constituted 0.7% of U.S. population in 2015.[16]
2. ↑  26% of Natives live on reservations.[27]

## Literatura
- Anderson, Kim; Campbell, Maria & Belcourt, Christi, editors. Keetsahnak: Our Missing and Murdered Indigenous Sisters. The University of Alberta Press, 2018.  9781772123678
- Lavell-Harvard, Memee & Brant, Jennifer, editors. Forever Loved: Exposing the Hidden Crisis of Missing and Murdered Indigenous Women and Girls in Canada. Demeter Press, 2016.  1772580678
- McDiarmid, Jessica. Highway of Tears: A True Story of Racism, Indifference, and the Pursuit of Justice for Missing and Murdered Indigenous Women and Girls. Doubleday Canada, 2019.  9780385687577

## Spoljašnje veze
- About Missing and Murdered Indigenous Women and the film WHO SHE IS
- Canadian National Inquiry into Missing and Murdered Indigenous Women and Girls
  - Final report (Reclaiming Power and Place) Canada
- Missing and Murdered Indigenous Women & Girls Report, by Annita Lucchesi and Abigail Echo-Hawk (Pawnee), Urban Indian Health Institute (U.S.)
- Missing & Murdered: The Unsolved Cases of Indigenous Women and Girls (Canadian) CBC News, 2016–2017
- No More Stolen Sisters, Amnesty International campaign website
- Saskatchewan Provincial Partnership committee on Missing Persons, Final Report Архивирано на веб-сајту  (23. јун 2015), October 2007
- Johnston, Samantha (October 2020). "MMIW: Understanding the Missing & Murdered Indigenous Women Crisis in the United States"
- "Missing & Murdered Indigenous Women: Resources & Information", US resources archived at US Senator Heidi Heitkamp's website
- MMIWG & Violence Prevention, Native Women's Association of Canada official website, resources page
- White Buffalo Calf Woman Society website, Native American women's resources online and in the Plains regions